# Мамонтова, Валентина Николаевна
Валенти́на Никола́евна Ма́монтова (7 июля 1895, Саратов — 20 мая 1982, Саратов) — советский селекционер, доктор сельскохозяйственных наук. Одна из создателей метода ступенчатой гибридизации яровой пшеницы — основы современной мировой селекционной практики. Автор ценных сортов яровой мягкой и твёрдой пшениц.

## Биография
Родилась 25 июня 1895 года в Саратове, в семье скромного приёмщика ломбарда, который смог дать всем своим четырём дочерям высшее образование. Окончила в родном городе в 1912 году 4-ю женскую гимназию.
В 1919 году, после окончания Петербургских высших женских сельскохозяйственных курсов, приглашена работать на Саратовскую сельскохозяйственную станцию (теперь Научно-исследовательский институт сельского хозяйства Юго-Востока), где возглавила селекционную работу.
Степень доктора сельскохозяйственных наук получила по результатам селекционной работы, без процедуры защиты докторской диссертации.
Проживала в Ленинском районе г. Саратова. Умерла 20 мая 1982 года. Похоронена на Елшанском кладбище.

## Достижения в селекции пшеницы
Валентина Николаевна Мамонтова является автором 20 районированных сортов яровой мягкой и твердой пшеницы, 14 из которых выведены в соавторстве с А. П. Шехурдиным, а у 6 сортов яровой пшеницы она является основным автором (Саратовская 42, Саратовская 40, Саратовская 41, Леукурум 43, Саратовская 44 и Саратовская 46).

## Награды и премии
- 1963 — Ленинская премия
- 1965 — Герой Социалистического Труда

## Память
- В честь Валентины Николаевны названа улица в посёлке Солнечный города Саратова.
- На стене здания Научно-исследовательского института сельского хозяйства Юго-Востока РСХА (Саратов, ул. Тулайкова 7), в котором Мамонтова В. Н. проработала с 1917 по 1976 гг., находится памятная плита.

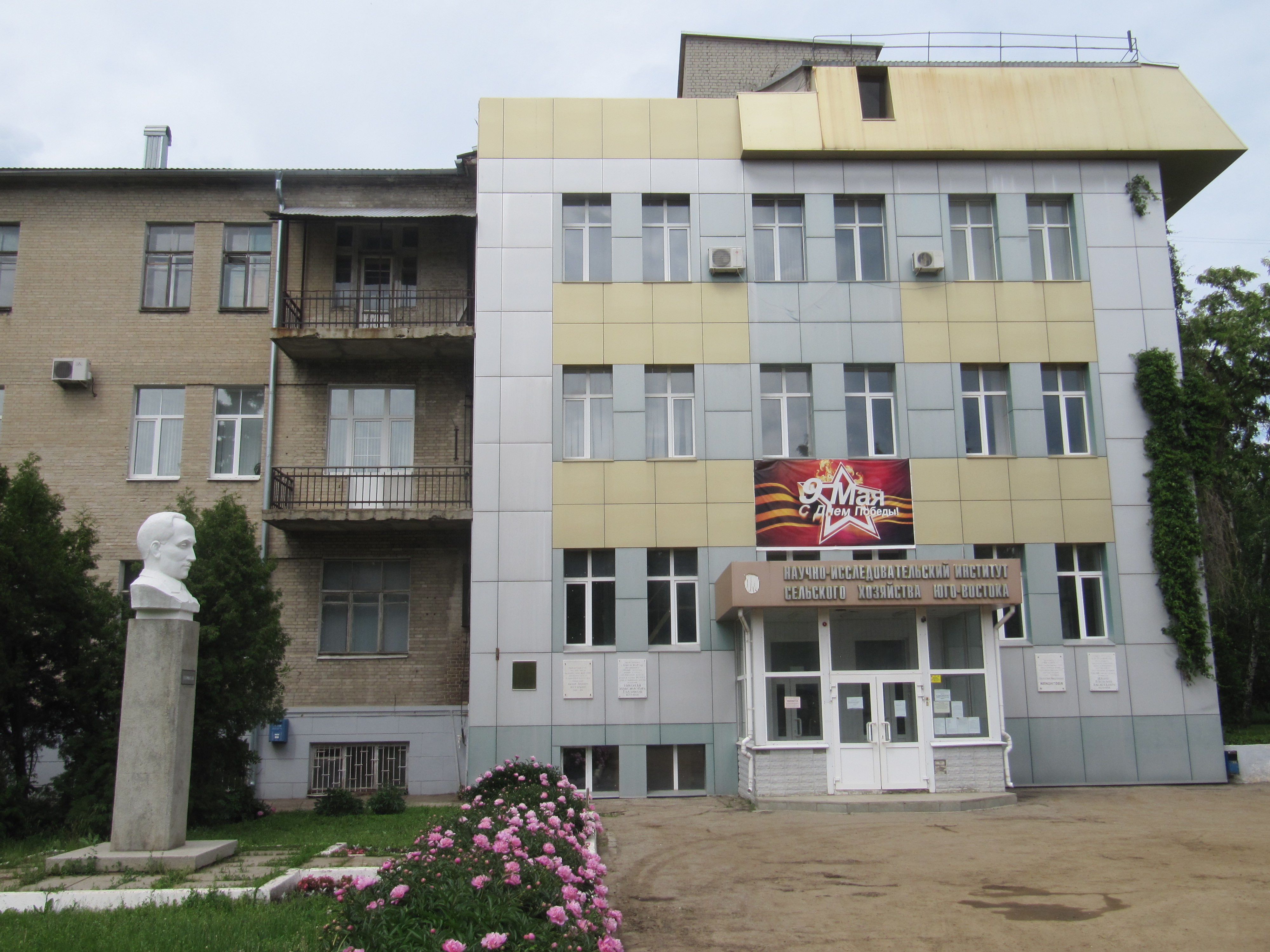
НИИ СХ ЮВ в Саратове
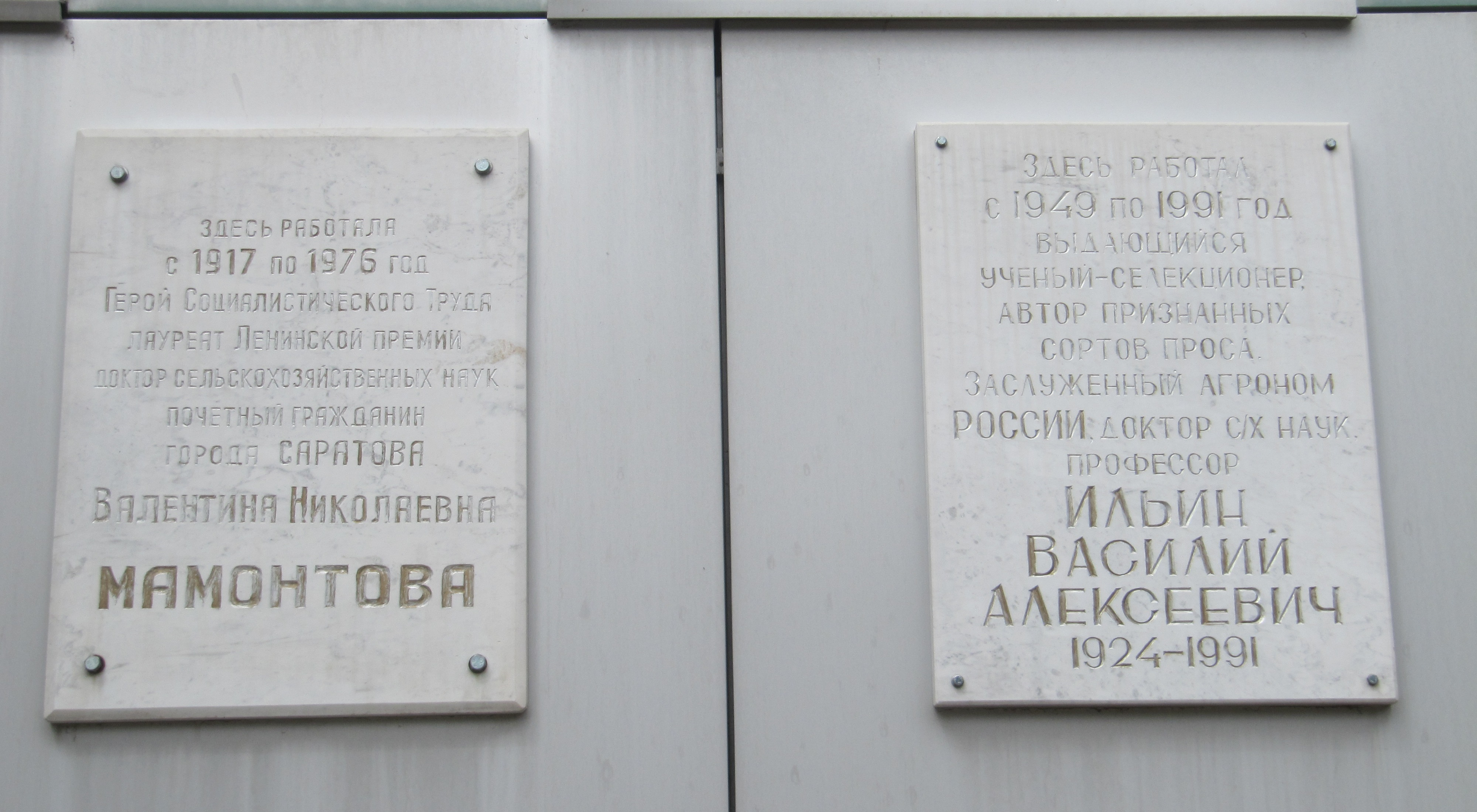
НИИ СХ ЮВ памятные плиты